# La Ligne verte (roman)
Pour le film, voir La Ligne verte (film).
La Ligne verte (titre original : The Green Mile), est un roman-feuilleton fantastique écrit par Stephen King et édité initialement en six épisodes en 1996. L'histoire se déroule dans les années 1930 et est celle de Paul Edgecombe, responsable du couloir de la mort dans une prison, et de sa rencontre avec John Caffey (Coffey dans la version originale), un condamné à mort qui dispose d'extraordinaires pouvoirs guérisseurs. Ce roman, qui est aussi une réflexion sur la peine de mort, a remporté le prix Bram-Stoker 1996. Stephen King a voulu, avec ce livre, renouer avec le style un peu disparu du roman-feuilleton et a entrepris cette expérience sans aucune idée ni du nombre d'épisodes qu'il allait écrire, ni de la tournure qu'allait prendre l'histoire. 

## Résumé
Aujourd'hui centenaire et vivant dans une maison de retraite, Paul Edgecombe écrit son histoire. Il était en 1932 le gardien-chef du bloc E (réservé aux condamnés à mort et surnommé « la ligne verte ») du pénitencier de Cold Mountain, en Louisiane. Il tente, avec son équipe composée des gardiens Brutus « Brutal » Howell, Dean Stanton et Harry Terwilliger, de faire en sorte que les conditions de vie soient les plus humaines possibles pour les condamnés mais Percy Wetmore, un gardien nouveau venu qui a des relations haut placées, lui donne du fil à retordre à ce niveau car il ne cesse de harceler les prisonniers. John Caffey, un gigantesque Noir condamné pour le viol et le double meurtre de deux fillettes, fait son arrivée dans le bloc E, où est déjà détenu Édouard Delacroix, un cajun pyromane. Malgré le meurtre affreux pour lequel il est condamné, Caffey semble être d'un naturel doux et timide. 
Paul souffre d'une infection urinaire mais en est guéri par un simple contact des mains de John Caffey, qui semble aspirer son mal. Plus tard, Caffey parvient même à sauver Mister Jingles, une souris extrêmement intelligente qu'a adoptée Delacroix et qui agonisait après s'être fait écraser par Percy. Un nouveau détenu arrive au bloc, William Wharton, et celui-ci est décidé à rendre la vie des gardiens la plus difficile possible. Dès son arrivée, il manque d'étrangler Dean Stanton et, à une autre occasion, il humilie publiquement Percy. Pour se débarrasser de ce dernier, Paul lui promet qu'il dirigera la prochaine exécution, celle de Delacroix, après quoi il demandera sa mutation dans un hôpital psychiatrique. Percy accepte le marché mais, le jour de l'exécution, il omet délibérément de mouiller l'éponge qui doit conduire le courant et assurer une mort rapide sur la chaise électrique. Delacroix meurt donc carbonisé dans d'atroces souffrances. 
Quelque temps plus tard, Paul et son équipe droguent Wharton, enferment Percy dans une cellule d'isolement et font sortir Caffey pour le mener à Melinda Moores, la femme du directeur de la prison qui est atteinte d'une tumeur du cerveau. Caffey réussit à la soigner mais garde le mal en lui au lieu de le recracher. De retour au pénitencier, Caffey transmet son mal à Percy et celui-ci, pris de folie, abat Wharton de plusieurs balles avant de sombrer dans la catatonie. Percy est envoyé, mais en tant que patient, dans l'hôpital psychiatrique où il devait être transféré et ne sortira jamais de son état catatonique.
Paul, qui a mené son enquête sur les meurtres dont Caffey est accusé, acquiert la certitude de son innocence quand il apprend que Wharton avait travaillé chez le fermier dont les deux filles sont mortes. Caffey le lui confirme, ayant acquis ce savoir lors d'un bref contact avec Wharton, raison pour laquelle il a fait en sorte que celui-ci soit tué par Percy. Caffey, qui passait là par hasard, s'est fait prendre alors qu'il tentait vainement de ramener les fillettes à la vie à l'aide de son pouvoir guérisseur. Paul et son équipe se demandent alors s'ils peuvent faire évader Caffey mais celui-ci leur enlève leur dilemme en annonçant à Paul que, fatigué de vivre dans ce monde dont il ressent toute la douleur et la violence, il souhaite mourir. John Caffey meurt sur la chaise électrique. Paul et Brutus démissionnent peu après. 
Ayant terminé son histoire, Paul la fait lire à Elaine, sa meilleure amie de la maison de retraite, et la conduit à l'endroit où il garde Mister Jingles, la souris qui est toujours vivante grâce au pouvoir de Caffey. C'est aussi la raison pour laquelle Paul est en assez bonne forme et paraît trente ans de moins que son âge. Mister Jingles meurt peu après, ainsi qu'Elaine. Paul, qui trouve que la ligne verte est bien longue, se demande combien de temps il va encore devoir vivre.

## Genèse du roman
L'idée d'écrire un livre sous forme de roman-feuilleton est partie d'une suggestion, à la suite d'une conversation à propos de Charles Dickens, que fit Ralph Vicinanza, l'agent de Stephen King, à l'écrivain à l'automne 1995. Cette idée d'écrire un roman à épisodes est d'être ainsi maître de son lectorat, qui ne pouvait pas connaître la fin du roman avant la parution du dernier épisode, plut immédiatement à King, qui se lança dans l'écriture du premier épisode alors qu'il en était à sa phase de relecture de Désolation et sans savoir où cela le mènerait au niveau de l'histoire, ni combien de temps cela lui prendrait. 
Les conditions d'éditions, édictées à l'époque par Stephen King, étaient que le roman soit édité, dans chaque pays, dans la collection la moins chère possible. En France, c'est Librio (EJL) qui s'est chargé de l'édition, et chaque opuscule était vendu dix francs (1,50 €). Chaque épisode se terminait par un cliffhanger et chaque nouvel opus débutait par un petit résumé intégré à l'histoire sous forme d'un retour au présent de Paul Edgecombe à la maison de retraite. Les six épisodes ont été publiés aux États-Unis du 28 mars 1996 au 29 août 1996, à raison d'un épisode par mois : 
1. Deux petites filles mortes (The Two Dead Girls)
2. Mister Jingles (The Mouse on the Mile)
3. Les Mains de Caffey (Coffey's Hands)
4. La Mort affreuse d'Edouard Delacroix (The Bad Death of Eduard Delacroix)
5. L'Équipée nocturne (Night Journey)
6. Caffey sur la ligne (Coffey on the Mile)

## Accueil et distinctions
La publication du roman, en six épisodes et en livre de poche, fut un énorme succès aux États-Unis, à tel point que King eut à un moment huit livres à la fois sur les listes de best-sellers, les six épisodes de La Ligne verte en livre de poche ainsi que Désolation et Les Régulateurs en grand format. Il est classé à la septième place des romans favoris des lecteurs de Stephen King lors d'un sondage organisé par le magazine Rolling Stone en 2014.
Le livre est avant tout une dénonciation du racisme et de la peine de mort. Mais Stephen Spignesi, dans The Essential Stephen King, voit aussi dans le personnage de John Caffey une réincarnation de Jésus-Christ (il partage d'ailleurs ses initiales) qui revient, encore et encore à travers les siècles, attendant le moment où il sera enfin reconnu au lieu d'être tué.
La Ligne verte a remporté le prix Bram Stoker du meilleur roman 1996 et a été nommé au prix Locus du meilleur roman d'horreur 1997, terminant à la huitième place.

## Adaptation cinématographique
Ce roman a fait l'objet d'une adaptation cinématographique en 1999 réalisée par Frank Darabont, avec Tom Hanks dans le rôle de Paul Edgecombe et Michael Clarke Duncan dans celui de John Caffey.

## Liens avec d'autres romans de Stephen King
Dans Ça, un interné de Juniper Hill possède des origines françaises et a été également condamné pour actes de pyromanie, une ressemblance avec Édouard Delacroix. 